# Hong (Familienname)
Hong ist ein koreanischer und chinesischer Familienname.

## Namensträger
- Hong Bao (Seefahrer), chinesischer Seefahrer
- Hong Bi-ra (* 1996), südkoreanische Schauspielerin
- Hong Cha-ok (* 1970), südkoreanische Tischtennisspielerin
- Hong Chen (Badminton) (* um 1965), chinesische Badmintonspielerin

- Hong Chieng Hun (* 1978), malaysischer Badmintonspieler
- Hong Chul (* 1990), koreanischer Fußballspieler
- Hong Chun-rim (* 1992), nordkoreanischer Eishockeyspieler
- Hong De-Yuan (* 1937), chinesischer Botaniker
- Hong Deok-young (1921–2005), südkoreanischer Fußballtorhüter
- Hong Dong-hyeon (* 1991), südkoreanischer Fußballspieler
- Hong Eun-ah (* 1980), südkoreanische Fußballschiedsrichterin
- Hong Fu Nü, chinesische Volksheldin
- Hồng Hà (Journalist) (1928–2011), vietnamesischer Journalist
- Hong Hu (* 1940), chinesischer Politiker
- Hong Hye-ji (* 1996), südkoreanische Fußballspielerin
- Hong Hyo-jin (* 1994), südkoreanische Fechterin
- Hong Hyun-hui (* 1991), südkoreanische Tennisspielerin
- Hong Hyun-mok (* 1986), südkoreanischer Eishockeyspieler
- Hong Hyun-seok (* 1999), südkoreanischer Fußballspieler
- Hong Jeong-ho (Handballspielerin) (* 1974), südkoreanische Handballspielerin
- Hong Jeong-ho (Fußballspieler) (* 1989), südkoreanischer Fußballspieler
- Hong Jeong-nam (* 1988), südkoreanischer Fußballspieler
- Hong Jeong-un (* 1994), südkoreanischer Fußballspieler
- Hong Ji-hoon (* 1988), südkoreanischer Badmintonspieler
- Hong Jin-ho (* 1982), südkoreanischer E-Sportler
- Hong Ji-yoon (* 1991), südkoreanische Schauspielerin
- Hong Joon-pyo (* 1954), südkoreanischer Politiker
- Hong Jun (1839–1893), chinesischer Diplomat
- Hong Junsheng (1907–1996), chinesischer Kampfkünstler
- Hong Kum-nyo (* 1973), nordkoreanische Fußballschiedsrichterassistentin
- Hong Kun-pyo (* 1965), südkoreanischer Skilangläufer
- Hong Kyung-hwan (* 1999), südkoreanischer Shorttracker
- Hong Kyung-pyo (* 1962), südkoreanischer Kameramann
- Hong Li-chyn (* 1970), taiwanische Fußballspielerin
- Hong Ling (Genetiker) (1966–2020), chinesischer Genetiker
- Luoxia Hong, chinesischer Astronom
- Hong Moon-jong (* 1955), südkoreanischer Politiker
- Hong Myung-bo (* 1969), südkoreanischer Fußballspieler
- Hong Myong-hui (Schriftsteller) (1888–1968), koreanischer Autor
- Hong Myong-hui (Leichtathletin) (* 1979), nordkoreanische Langstreckenläuferin
- Hong Myong-hui (Fußballspielerin) (* 1991), nordkoreanische Fußballtorhüterin
- Hong Nam-ki (* 1960), südkoreanischer Politiker
- Hong Rengan (1822–1864), chinesischer Aufständischer
- Hong Sa-ik (1889–1946), japanischer General
- Hong Sang-soo (* 1960), südkoreanischer Regisseur
- Hong Seok-ju (* 2003), südkoreanischer Fußballspieler
- Hong Seong-chan (* 1997), südkoreanischer Tennisspieler
- Hong Seong-ik (* 1940), südkoreanischer Radrennfahrer
- Hong Seung-hee (* 1997), südkoreanische Schauspielerin
- Hong Seung-ki (* 1984), südkoreanischer Badmintonspieler
- Hong Seung-yeon (* 1992), südkoreanische Tennisspielerin
- Hong Song-nam (1924–2009), nordkoreanischer Politiker
- Hong Song-ok (* 2003), nordkoreanische Fußballspielerin
- Hong Song-su (* 1953), nordkoreanischer Ruderer
- Hong Soo-hwan (* 1950), südkoreanischer Boxer
- Hong Soo-jung (* 1988), südkoreanische Badmintonspielerin
- Hong Sook-ja (* 1933), südkoreanische Diplomatin, Politikerin und Frauenrechtlerin
- Hong Soon-young (1937–2014), südkoreanischer Politiker und Diplomat
- Hong Sung-won (1937–2008), südkoreanischer Schriftsteller
- Hong Sung-wook (* 2002), südkoreanischer Fußballspieler
- Hong Un-jong (* 1989), nordkoreanische Turnerin
- Hong Wei (* 1989), chinesischer Badmintonspieler
- Hong Won-chan (* 1979), südkoreanischer Filmregisseur und Drehbuchautor
- Hong Xiuquan (1814–1864), chinesischer Revolutionär
- Hong Xuezhi (1913–2006), chinesischer General
- Hong Yong-jo (* 1982), nordkoreanischer Fußballspieler
- Hong Yun-sang (* 2002), südkoreanischer Fußballspieler
- Hong Yun-suk (1925–2015), südkoreanische Autorin

sowie von
- Cathy Park Hong (* 1976), US-amerikanische Schriftstellerin
- Cerin Hong (* 1975), deutsche Regisseurin
- Daniel Chonghan Hong (1956–2002), südkoreanischer Physiker
- Francis Hong Yong-ho (1906–1962?), nordkoreanischer Geistlicher, Bischof von Pjöngjang
- Harrison Hong (* 1970), US-amerikanischer Wirtschaftswissenschaftler
- James Hong (* 1929), US-amerikanischer Schauspieler, Filmproduzent, Regisseur und Drehbuchautor
- Joseph Hong (* 1972), deutscher Tischtennisspieler
- Mathias Hong (* 1970), deutscher Rechtswissenschaftler und Hochschullehrer
- Maxine Hong Kingston (* 1940), US-amerikanische Schriftstellerin
- Nhung Hong (* 2002), deutsche Schauspielerin
- Sungji Hong (* 1973), südkoreanische Komponistin
- Sun-Mi Hong (* 1990), südkoreanische Jazzmusikerin
- Thomas Insuk Hong (* 1997), US-amerikanischer Shorttracker
- Trang Le Hong (* 1987), deutsch-vietnamesische Schauspielerin

## Fiktive Figuren
- Hong Gil Dong, Figur einer koreanischen Volkserzählung